# Le Petit Gruffalo

Le Petit Gruffalo (The Gruffalo's Child) est un court métrage d'animation germano-britannique sorti en 2011. Il fait la suite du court métrage Le Gruffalo sorti en 2009.

## Fiche technique
- Titre original : The Gruffalo's Child
- Réalisation : Uwe Heidschötter et Johannes Weiland

## Distribution

### Voix originales anglaises
- Helena Bonham Carter : la maman écureuil
- Shirley Henderson : le petit Gruffalo
- Robbie Coltrane : le Gruffalo
- Rob Brydon : le serpent
- John Hurt : la chouette
- Tom Wilkinson : le renard
- James Corden : la souris
- Phoebe Givron-Taylor : un petit écureuil
- Sam Lewis : un petit écureuil

### Voix françaises
- Zabou Breitman : la mère écureuil
- Mélanie Dermont : le petit gruffalo
- Pierre Lognay : la souris
- Jean-Daniel Nicodème : le renard
- Bernard Faure : le hibou
- Philippe Allard : le serpent
- Pascal Racan : le gruffalo
- Aaricia Dubois : le premier petit écureuil
- Arthur Dubois : le deuxième petit écureuil